# Šelabolichinskij rajon
Lo Šelabolichinskij rajon (in russo Шелаболихинский район?) è un rajon del kraj dell'Altaj, nella Russia asiatica.